# (4123) Tarsila
(4123) Tarsila est un astéroïde de la ceinture principale.

## Description
(4123) Tarsila est un astéroïde de la ceinture principale. Il fut découvert le 27 août 1986 à La Silla par Henri Debehogne. Il présente une orbite caractérisée par un demi-grand axe de 2,83 UA, une excentricité de 0,06 et une inclinaison de 2,8° par rapport à l'écliptique.

## Compléments